# Meliphaga
A Meliphaga a madarak (Aves) osztályának verébalakúak (Passeriformes) rendjébe és a mézevőfélék (Meliphagidae) családjába tartozó nem.

## Rendszerezésük
A nemet John William Lewin írta le 1808-ban, az alábbi 13 faj tartozik ide:
- aru-szigeteki mézevő (Meliphaga aruensis)
- torres-szorosi mézevő (Meliphaga notata)
- aranyfülű mézevő (Meliphaga lewinii)
- fehérbajszú mézevő (Meliphaga albilineata[2] vagy Oreornis albilineatus)[1]
- hófehérfülű mézevő (Meliphaga albonotata[2] vagy Oreornis albonotatus)[1]
- pápua mézevő (Meliphaga analoga[2] vagy Oreornis analogus)[1]
- sárgacsőrű mézevő (Meliphaga flavirictus[2] vagy Oreornis flavirictus)[1]
- tündérmézevő (Meliphaga gracilis[2] vagy Oreornis gracilis)[1]
- mimika-mézevő (Meliphaga mimikae[2] vagy Oreornis mimikae)[1]
- hegyi mézevő (Meliphaga montana[2] vagy Oreornis montanus)[1]
- vékonycsőrű mézevő (Meliphaga orientalis[2] vagy Oreornis orientalis)[1]
- Tagula-mézevő (Meliphaga vicina[2] vagy Oreornis vicinus)[1]

- Temminck-mézevő (Meliphaga reticulata vagy Oreornis reticulatus)
- Meliphaga fordiana vagy Meliphaga albilineata fordiana
- Meliphaga cinereifrons
- pápua mézevő (Meliphaga analoga)